# Portraits of Past
Portraits of Past – zespół emo z Berkeley w USA, aktywny w latach 1992–1995. Grupa jest często uważana za pionierów screamo, jednak termin ten nie był używany w latach jej działalności.
Po rozpadzie zespołu, jego członkowie założyli takie grupy jak Nexus Six (Matthew), Seventeen Queen, The Audience, Funeral Diner (Matthew), Vue (Jeremy, Jonah, Rex) oraz Bellavista (Jeremy, Rex).

## Członkowie grupy
- Matthew Bajda – perkusja
- Jeremy Bringetto – bass
- Jonah Buffa – gitara
- Rob Pettersen – wokal
- Rex Shelverton – gitara

Wcześniej w zespole grali także:
- Dan Fenton – bass
- Aaron Schlieve – perkusja

## Dyskografia
- Portraits of Past / Bleed split 7" (Ebullition Records, 1994)
- Potraits of Past (znane także jako 01010101) 12" LP (Ebullition Records, 1995)
- Discography CD (Ebullition Records, 2005)

Utwory zespołu znalazły się na składankch:
- XXX 2xLP/CD (Ebullition Records, 1995)
- Stealing the Pocket LP (Positively Punk Records, 1994)

Zespół wydał także dwie kasety demo. Pierwsza zawierała sześć utworów, natomiast druga – trzy.